# Condado de St. Clair (Missouri)
O Condado de St. Clair é um dos 114 condados do estado americano de Missouri. A sede do condado é Osceola, e sua maior cidade é Osceola. O condado possui uma área de 1 818 km² (dos quais 65 km² estão cobertos por água), uma população de 9 652 habitantes, e uma densidade populacional de 6 hab/km² (segundo o censo nacional de 2000). O condado foi fundado em 1841.